# Retropropulsão
Retropropulsão é o nome técnico dado à força reatora que impulsiona algum objeto, para reduzir-lhe a velocidade.
Newton lançou os fundamentos da retropropulsão através da elaboração das três leis fundamentais do movimento dos corpos. A Terceira lei de Newton, de ação e reação, é fundamental para entender a retropropulsão.
O exemplo clássico desta lei em funcionamento é o caso da bexiga cheia de ar conforme o desenho abaixo:
Na primeira bexiga que está amarrada, o ar não tem como sair e exerce igual força para todos os lados. No segundo caso, com a bexiga desamarrada, o ar sai rapidamente pela abertura. Esta ação, a saída rápida do ar, causa uma reação no objeto propelindo ele na direção oposta.
Esta força capaz de gerar reação, ou seja a força reatora, tem o nome de retropropulsão.